# Europäische Route der Industriekultur

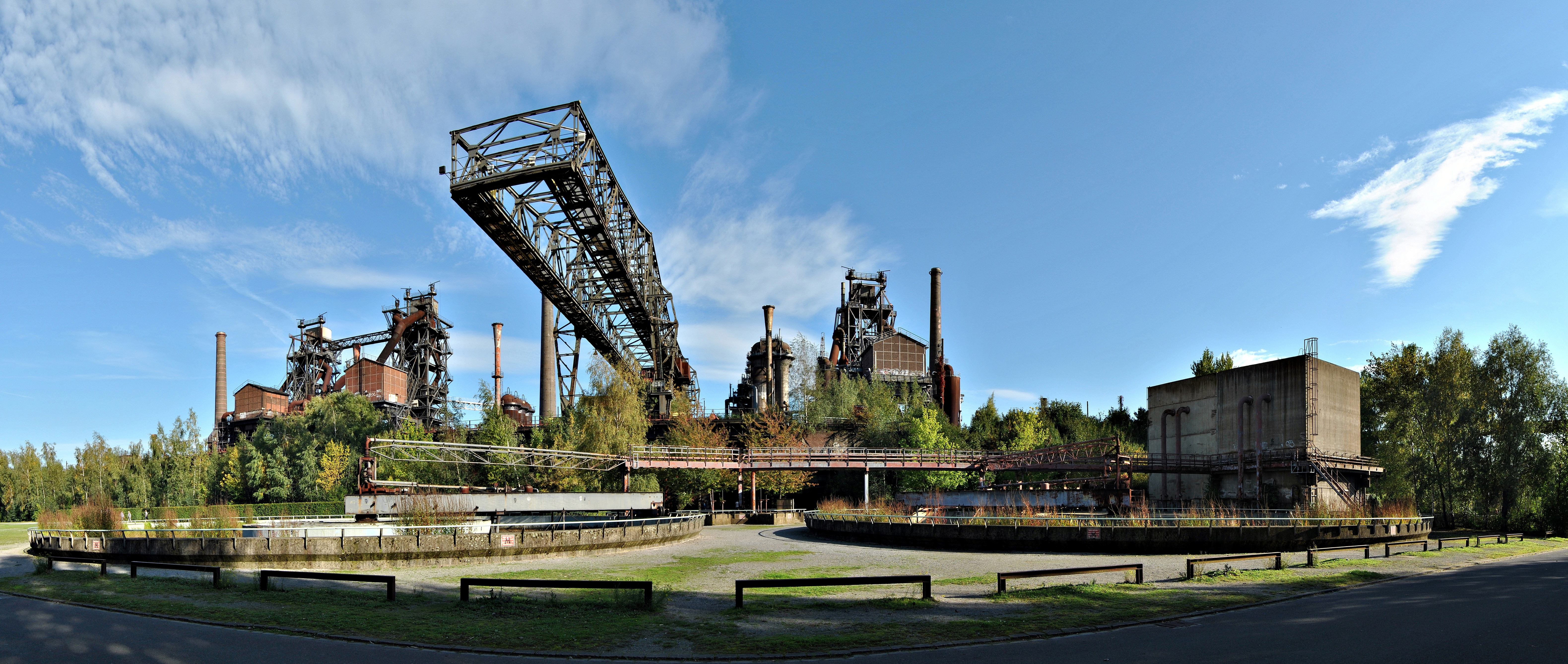
Panoramablick über den Landschaftspark Duisburg-Nord

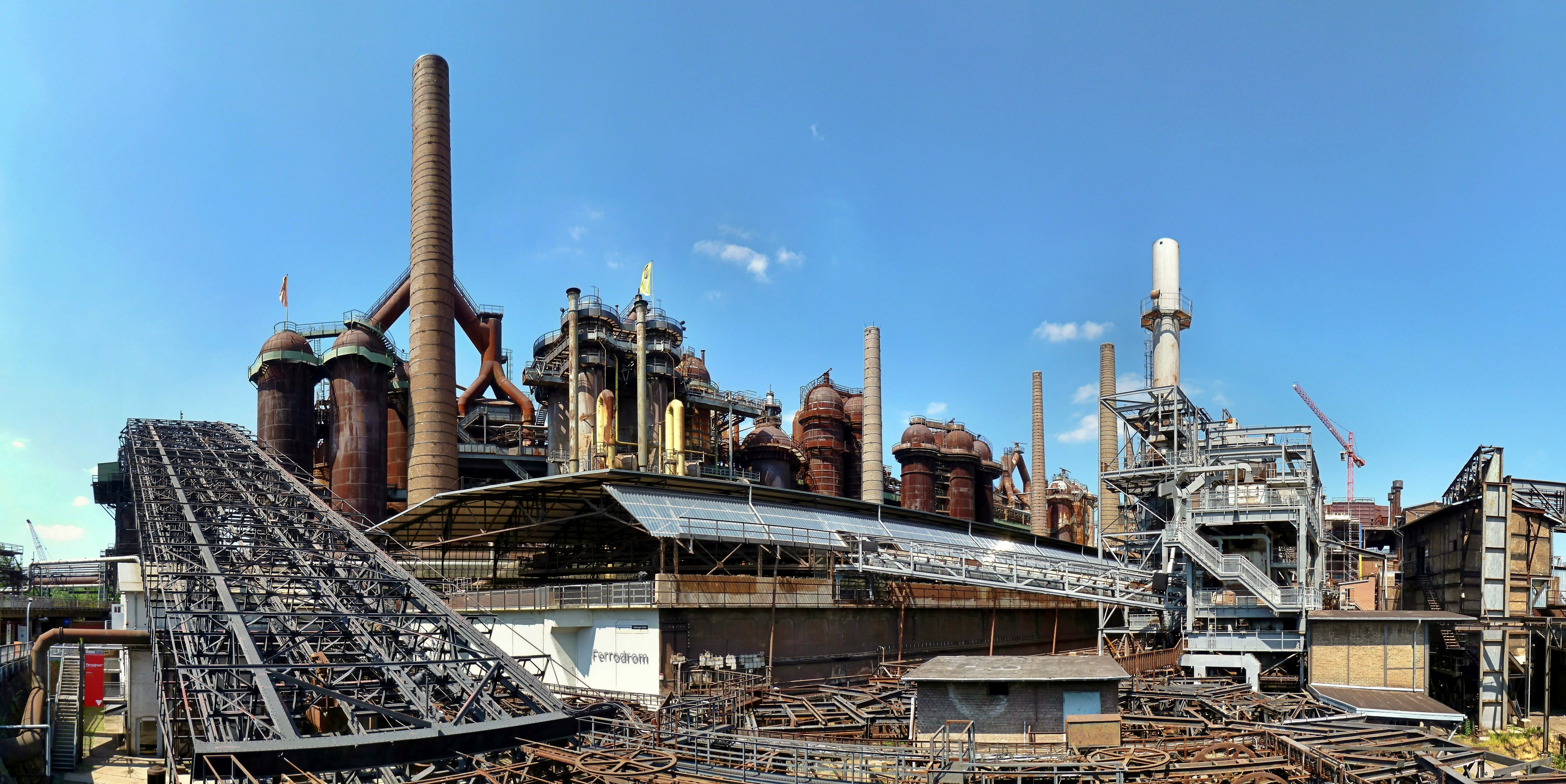
Die Völklinger Hütte im Saarland

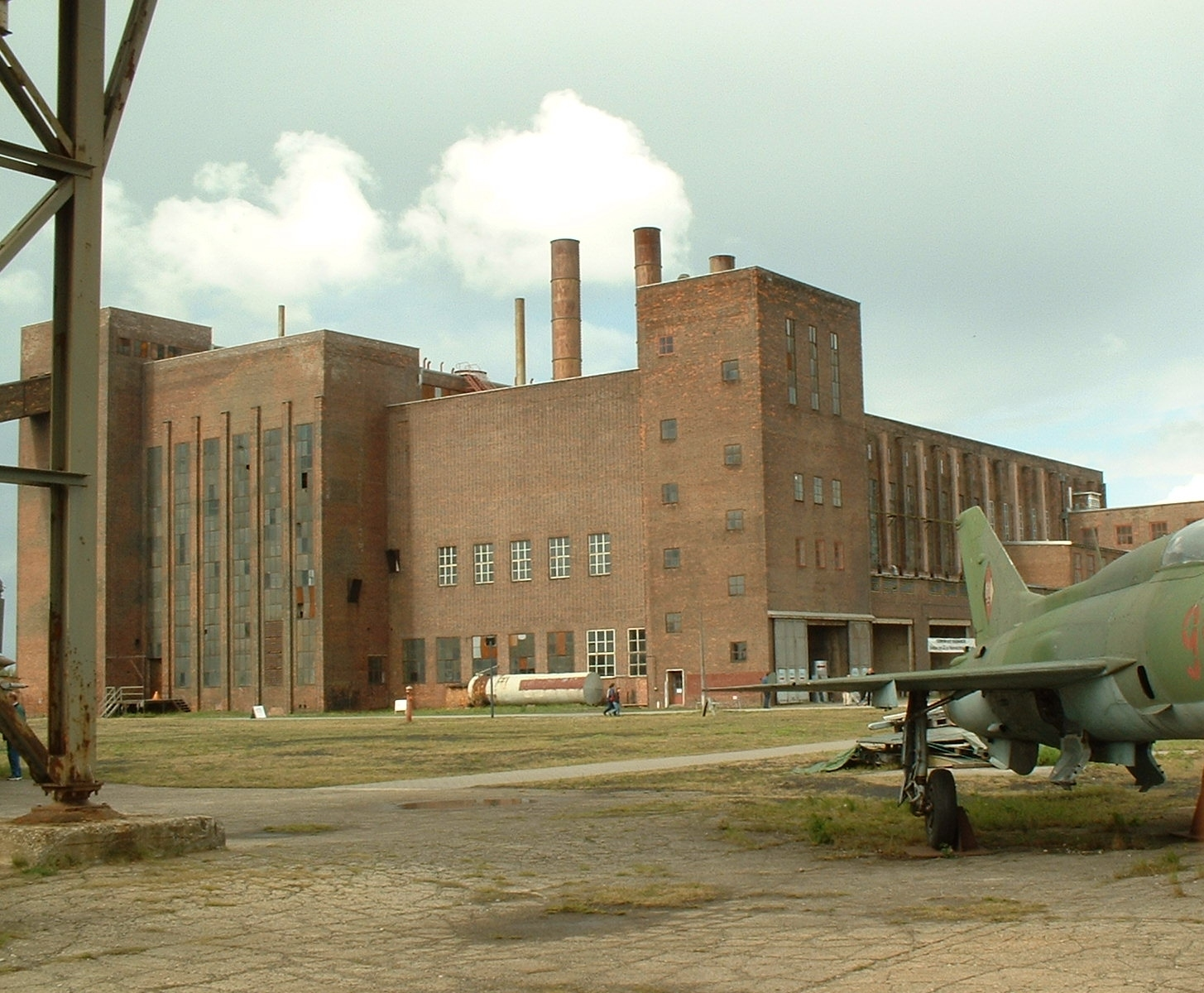
Das Kraftwerk Peenemünde, Teil des HTI

Die Europäische Route der Industriekultur, kurz ERIH für European Route of Industrial Heritage, ist ein Netzwerk der wichtigsten Standorte des industriellen Erbes Europas. Auf der ERIH-Website werden über 1.000 Objekte bzw. Städte oder Regionen in 43 europäischen Ländern vorgestellt. 2019 wurde die Route als Kulturweg des Europarats zertifiziert.

## Organisation
Das ERIH-Netzwerk ist in den Jahren 2003–2008 von elf Projektpartnern mit finanzieller Unterstützung der Europäischen Union (Förderprogramm INTERREG III B - Nordwest-Europa) aufgebaut worden. Um das Netzwerk nach Auslaufen der Projektförderung fortzuführen, gründete sich im Frühjahr 2008 ein Verein nach deutschem Recht, der ERIH-European Route of Industrial Heritage e. V. Mittlerweile ist die Mitgliederzahl von 17 Gründungsmitgliedern auf über 150 aus 17 Ländern Europas angewachsen.

## ERIH-Ziele
Ziel des Projektes ist es, das Interesse für das gemeinsame europäische Erbe der Industrialisierung und ihrer Hinterlassenschaften zu stärken, Regionen, Orte und Objekte der Industriegeschichte vorzustellen und im Freizeit- und Tourismusbereich als Ausflugs- und Reiseziel zu etablieren.

## Ankerpunkte bilden die Hauptroute
Die – virtuelle – Hauptroute bilden die so genannten Ankerpunkte, die industriegeschichtlich bedeutendsten und touristisch attraktivsten Standorte der Industriekultur. In der ersten Aufbaustufe führte die Route durch die Länder Großbritannien, Frankreich, Belgien, die Niederlande, Luxemburg, Tschechien und Deutschland, deren Industriegeschichte ebenfalls kurz vorgestellt wird. Mittlerweile führen rund 80 Ankerpunkte zu den Meilensteinen der Industriekultur von 12 Staaten Europas. Zu ihnen gehören:
- das Ironbridge Gorge Museum (UNESCO-Welterbe) in Telford, Großbritannien
- die Mustersiedlung Saltaire (UNESCO-Welterbe) bei Bradford, Großbritannien
- der Längstwellensender Grimeton (UNESCO-Welterbe), Schweden
- das Silberbergwerk Tarnowskie Góry (UNESCO-Welterbe), Polen
- das Museum of Science and Industry in Manchester, Großbritannien
- das Gladstone Pottery Museum in Stoke-on-Trent, Großbritannien
- das Musée du Carreau Wendel in Petite-Rosselle, Frankreich
- die Ausstellung Heineken Experience in Amsterdam, Niederlande
- das Niederländische Textilmuseum in Tilburg, Niederlande
- das Dampfschöpfwerk De Cruquius in Cruquius, Niederlande
- das Ecomusée Bois-du-Luc in La Louvière, Belgien
- das Flämische Bergbaumuseum in Beringen, Belgien
- das Bergwerk Blegny in Blegny, Belgien
- der Industrie- und Eisenbahnpark Fond-de-Gras bei Differdange, Luxemburg
- das Norwegische Wasserkraft- und Industriestadtmuseum in Tyssedal/Odda, Norwegen

sowie in Deutschland
- das Deutsche Uhrenmuseum und die Deutsche Uhrenstraße in Furtwangen, Baden-Württemberg
- das DB Museum in Nürnberg, Bayern
- das Staatliche Textil- und Industriemuseum (tim) in Augsburg, Bayern
- die Porzellanikon in Selb und Hohenberg an der Eger, Bayern
- das Industriemuseum Brandenburg an der Havel, Brandenburg
- das Besucherbergwerk Abraumförderbrücke F60 nahe Lichterfeld, Brandenburg
- der Ziegeleipark Mildenberg bei Zehdenick, Brandenburg
- das Museum der Arbeit und dessen Außenstelle in der Speicherstadt, Hamburg
- das Historisch-Technische Museum (HTM) in Peenemünde, Mecklenburg-Vorpommern
- die Norddeutsche Wollkämmerei & Kammgarnspinnerei (Nordwolle) in Delmenhorst, Niedersachsen
- das Erzbergwerk Rammelsberg (UNESCO-Welterbe) in Goslar, Niedersachsen
- die Meyer Werft in Papenburg, Niedersachsen
- die Zeche Zollern II/IV in Dortmund, Nordrhein-Westfalen
- der Landschaftspark Duisburg-Nord, Nordrhein-Westfalen
- das Weltkulturerbe Zeche und Kokerei Zollverein (UNESCO-Welterbe) in Essen, Nordrhein-Westfalen
- die Tuchfabrik Müller in Euskirchen, Nordrhein-Westfalen
- die Ziegelei Lage, Nordrhein-Westfalen
- der Gasometer Oberhausen, Nordrhein-Westfalen
- die Gesenkschmiede Hendrichs in Solingen, Nordrhein-Westfalen
- die Henrichshütte in Hattingen, Nordrhein-Westfalen[3]
- das alte Schiffshebewerk Henrichenburg in Waltrop, Nordrhein-Westfalen[3]
- die Völklinger Hütte (UNESCO-Welterbe), Saarland
- das Industriemuseum Chemnitz, Sachsen
- die Energiefabrik Knappenrode, Sachsen
- das August-Horch-Museum in Zwickau, Sachsen
- das Museum Ferropolis in Gräfenhainichen, Sachsen-Anhalt
- das Erlebnisbergwerk Merkers, Thüringen

## Europäische Themenrouten
Dreizehn Europäische Themenrouten zeigen die ganze Vielfalt der industriekulturellen Landschaften Europas und ihre gemeinsamen Wurzeln auf:
- Textil: Vom Faden zur Fabrik
- Bergbau: Die Schätze unserer Erde
- Eisen und Stahl: Das Glühen der Hochöfen
- Papier
- Salz: Weißes Gold
- Produktion und Handel: Güter für die Welt
- Energie: Was uns bewegt
- Transport und Kommunikation: Die Gleise der Industriellen Revolution
- Wasser: Blaues Gold
- Industrie und Krieg
- Wohnen und Architektur: Leben und Arbeiten
- Dienstleistungssektor und Freizeitindustrie: Nach der Schicht
- Industrielle Landschaften: Ein neues Gesicht für die Welt

## Regionale Routen
Sechzehn Regionale Routen erschließen die Geschichte von Regionen und Gebieten, die von der Industrialisierung besonders geprägt worden sind. Acht von ihnen befinden sich in Deutschland:
- Route der Industriekultur im Nordwesten – zwischen Weser und Ems
- Die Regionale Route „Ruhrgebiet“
- Regionale Route „Täler der Industriekultur“ – im Rheinischen Schiefergebirge mit dem Bergischen Land, dem Märkischen Sauerland und dem Siegerland
- Industriekultur in der Euregio Maas-Rhein – die Dreiländerregion rund um Lüttich, Maastricht und Aachen
- Sachsen-Anhalt – Die Mitteldeutsche Innovationsregion
- ENERGIE-Route der Lausitzer Industriekultur
- Route der Industriekultur Rhein-Main
- Regionale Route Saar-Lor-Lux – die Region entlang der Saar, Lothringen und Luxemburg.

Die übrigen sind
- die Holland Route in den Niederlanden,
- die Regionale Route Katalonien in Spanien,
- die Route der Technischen Denkmäler in der Woiwodschaft Schlesien in Polen,
- sowie fünf regionale Routen in Großbritannien: 
  - die Regionale Route Nordwest-England – die „Wiege der Industriellen Revolution“
  - die „Herz von England“ Route in den englischen Midlands
  - die Regionale Route Süd-Wales
  - „Der Industrielle Osten“
  - Cornwalls Route der Industriekultur.